# 奧克斯博 (紐約州)
奧克斯博（英語：Oxbow）是位於美國紐約州傑佛遜縣的普查規定居民點。

## 人口
根據2020年美國人口普查的數據，奧克斯博的面積為1.08平方千米，當中陸地面積為1.05平方千米，而水域面積為0.03平方千米。當地共有人口85人，而人口密度為每平方千米78.7人。